# 원진레이온
원진레이온 주식회사(源進 - 株式會社)는 1964년에 화신그룹의 총수 박흥식이 일본 동양레이온(현 도레이)의 중고 기계를 들여와 1966년 경기도 양주군 미금면 도농리(현재의 경기도 남양주시 도농동)에 설립한 대한민국 유일의 비스코스 인견사 생산 공장이다.
흥한화학섬유(興韓化學纖維)라는 이름으로 설립, 한때 호황을 누리며 흑자를 냈지만 1960년대 중반 이후 합성섬유의 인기가 높아지면서 한계 국면을 맞이하였다. 그리고 노동자를 보호하려는 안전설비가 결여되어 수많은 노동자를 신경독가스의 원료로 쓰이는 치명적인 유해물질인 이황화탄소에 노출시킴으로써 이들은 이황화탄소 중독 증세를 보였다. 마침내 원진레이온은 창립 29년 만인 1993년 6월 8일 폐업하였다.

## 연혁
- 1964년: 박흥식이 일본 동양레이온의 중고 기계를 들여옴. 경기도 양주군 미금면 도농리(현 경기도 남양주시 도농동)에 흥한화학섬유 공장 착공[1]
- 1966년: 흥한화학섬유 공장 준공
- 1968년: 한국산업은행의 법정관리
- 1972년: 동선화학(東鮮化學)에 인수, 흥한화학섬유에서 세진레이온(世進-)으로 사명을 변경[2]
- 1976년: 원진산업(源進産業)에 인수, 세진레이온에서 원진레이온으로 사명을 변경[3]
- 1979년: 한국산업은행의 법정관리[4]
- 1988년 7월 22일: 이황화탄소 중독자 12명 발생[5]
- 1988년 8월 3일: 직업병 치료 거부 원진레이온회사 대표 입건[6]
- 1993년 7월 10일: 폐업[7]

## 직업병
원진레이온에서 가장 유해한 부서로 꼽히는 방사과 노동자들은 월정규 근로시간 200시간 동안과 그 외에 평균 120시간씩의 초과 노동시간 동안에 인체에 치명적인 피해를 주는 이황화탄소와 황화수소 가스에 무방비 상태로 노출이 되어 있었다. 이들은 이황화탄소 중독으로 인해 팔, 다리마비와 언어장애, 기억력 감퇴, 정신이상, 성 불능, 콩팥기능 장애 등의 증상으로 고생을 하였다.

## 직업병의 원인
노동부는 이황화탄소가 허용기준치의 2.6배, 유화수소가 1.3배가 검출되었음에도 불구하고 원진레이온 회사 측에 25,000 시간 무재해 기록증을 발급하는 등의 산업재해에 대한 감시와 감독을 겉치레 형식으로 하였다. 노동부 측은 회사가 전담 보건관리사를 배치하였다고 허위 보고했으며 유기용제인 이황화탄소, 유화수소의 취급 부서 노동자에 대한 특수 건강진단을 실시하지 않는 등의 산업안전보건법 9개 항목을 위반하였다고 발표했다.

## 김봉환 사건
1977년 입사하여 원액2과에서 7년간 근무하고 1983년 퇴사한 김봉환은 1990년 10월 30일 초진으로 이황화탄소 중독판정을 받고 회사에 산재요양신청을 냈으나 거부당했다. 1991년 1월 5일 김봉환은 이황화탄소 중독증상인 뇌혈관질환으로 사망하였다. 원진직업병피해노동자협의회 (이하 원노협)는 이황화탄소 중독 여부를 검진 받지 못하고 사망한 데에 대한 책임을 물어 사업주를 처벌하고 부검 담당 검사에게 의뢰하여 원진직업병으로 인한 사망 여부를 판정해 줄 것을 노동부 측에 요구하였다. 그러나 병리학 검사를 의뢰받은 고려대학교의 비협조적인 태도와 회사와 사측 추천 의사들의 무성의로 사건을 제대로 마무리 짓지 못하였다. 유족과 원노협 회원들은 영결식을 위한 회사 출입을 봉쇄당하여 회사 정문 앞에서 시신투쟁을 벌이고 평일에는 대책위와 조합원을 중심으로 주말에는 수도권의 노동자와 사회단체, 학생들의 지지와 지원으로 연대집회를 열어 거리정치투쟁을 하였다. 연일 계속되는 언론보도와 거리투쟁으로 발전한 조합원들의 열기가 정치권이 움직이게 했고 마침내 5월 21일 노동부와 회사를 굴복시켰다. 137일간의 긴 투쟁은 이황화탄소에 대한 업무상 재해인정기준안을 만들고 퇴직직업병 판정자 평균임금 산정방법의 개정을 통한 특례적용이라는 성과를 이루었다.

## 투쟁
1988년 일어난 '문송면(당시 나이 17세) 수은 중독 사망 사건' 대책위원회에서 활동한 단체와 직업병 피해자, 그 가족들이 1988년 7월 23일 구리노동상담소의 제안으로 '원진레이온 직업병 피해자 가족 협의회'(이하 원가협)를 결성하였다. 같은 시기에 공해연구소와 노동, 보건, 의료계 관계자들이 이 문제에 관심을 갖고 당시 국회의원들과 함께 진상조사를 실시하였다. 원가협은 88 서울 올림픽 성화봉송로를 막아 온 세상에 원진 직업병을 알리기로 했으나 외국 언론의 보도를 염려한 노동부가 적극적인 태도를 내비춰 9월 14일 회사 측 대표와 원가협 및 대책위 대표가 모여 원진직업병 문제의 협상을 하였다. 그 결과 1989년 8월에 1차로 29명, 1993년 8월에는 257명이 직업병 판정을 받고 병상에서 고통받고 있다고 조사되었다.

## 여파
원진레이온 직업병의 투쟁 여파로 그동안의 산업재해, 직업병 문제 처리가 피해자 보상문제 차원에서 근본적인 치료와 예방대책 수립으로 옮겨졌고, 직업병 피해 예상자들에 대한 특수 건강검진의 지속적인 실시와 직업병 전문병원 설립을 요구하는 등의 전 사회적으로 산업재해와 직업병의 심각성을 알리고 대책수립을 촉구 하였으며 산재추방 전선의 폭을 확대시키는 성과를 가져왔다.

## 관련 기구
'원진산업재해자협회'(이하 원산협)은 원진레이온 노동자 중 이황화탄소에 노출되어 국가로부터 이황화탄소 중독 환자로 판정받거나, 산재 요양 중인 환자들의 요양관리에 관한 상담, 치료, 그리고 보상업무 등을 처리하고 있다. 원산협은 1980년대 원진투쟁을 지원했던 진보적인 사회인사들과 함께 이황화탄소에 의한 직업병이 집단적으로 발견됨에 따라 직업병 환자들을 돕기 위해 1993년 11월 23일에 비영리 공익법인으로 원진재단을 설립하였다.
원진재단은 원진레이온의 직업병 확정자들에게 위로금을 지급하고 직업병 환자의 자활을 지원하며 산재, 직업병의 전문적 치료와 연구를 위해 병원을 설치, 운영하고 기타 재단의 목적 달성을 위해 부대사업 또한 벌이고 있다. 원진재단의 산하에는 원진 직업병 환자들을 전문적으로 관리하고 치료하기 위해 1999년 6월 구리시에 설립한 원진노동자건강센터가 있다. 그리고 그 센터의 산하에는 원진녹색병원, 노동환경건강연구소, 원진복지관 등이 있다. 이후 2003년 서울특별시 중랑구 면목동에 300병상 규모의 종합병원인 녹색병원을 개원하였다.